# Диффузионное равновесие
Диффузионное равновесие — диффундирующее вещество достигает диффузионного равновесия, когда количество вещества, поступающего в любую область диффузионного пространства в единицу времени, становится равным количеству вещества, покидающего эту область, то есть входные и выходные потоки уравновешиваются.